# Suur-Espoonlahti
Suur-Espoonlahti (suédois : Stor-Esboviken) est un district de la ville de Espoo regroupant les quartiers Espoonlahti, Saunalahti, Nöykkiö, Latokaski, Soukka, Kaitaa, Suvisaaristo.

## Description
Au début 2022, la population de Suur-Espoonlahti était d'environ 57 400 personnes, dont 24 800 personnes à Kanta-Espoonlahti, 10 600 personnes à Saunalahti, 15 500 personnes à de Nöykkiön – Latokaski, 5 800 personnes à Kaitaa et 620 personnes à Suvisaaristo. 
La part de Suur-Espoonlahti dans la population d'Espoo est d'environ un cinquième
Les districts limitrophes de Suur-Espoonlahti sont Suur-Kauklahti, Vanha-Espoo et Suur-Matinkylä. Espoonlahti est le centre administratif de Suur-Espoonlahti.

## Galerie

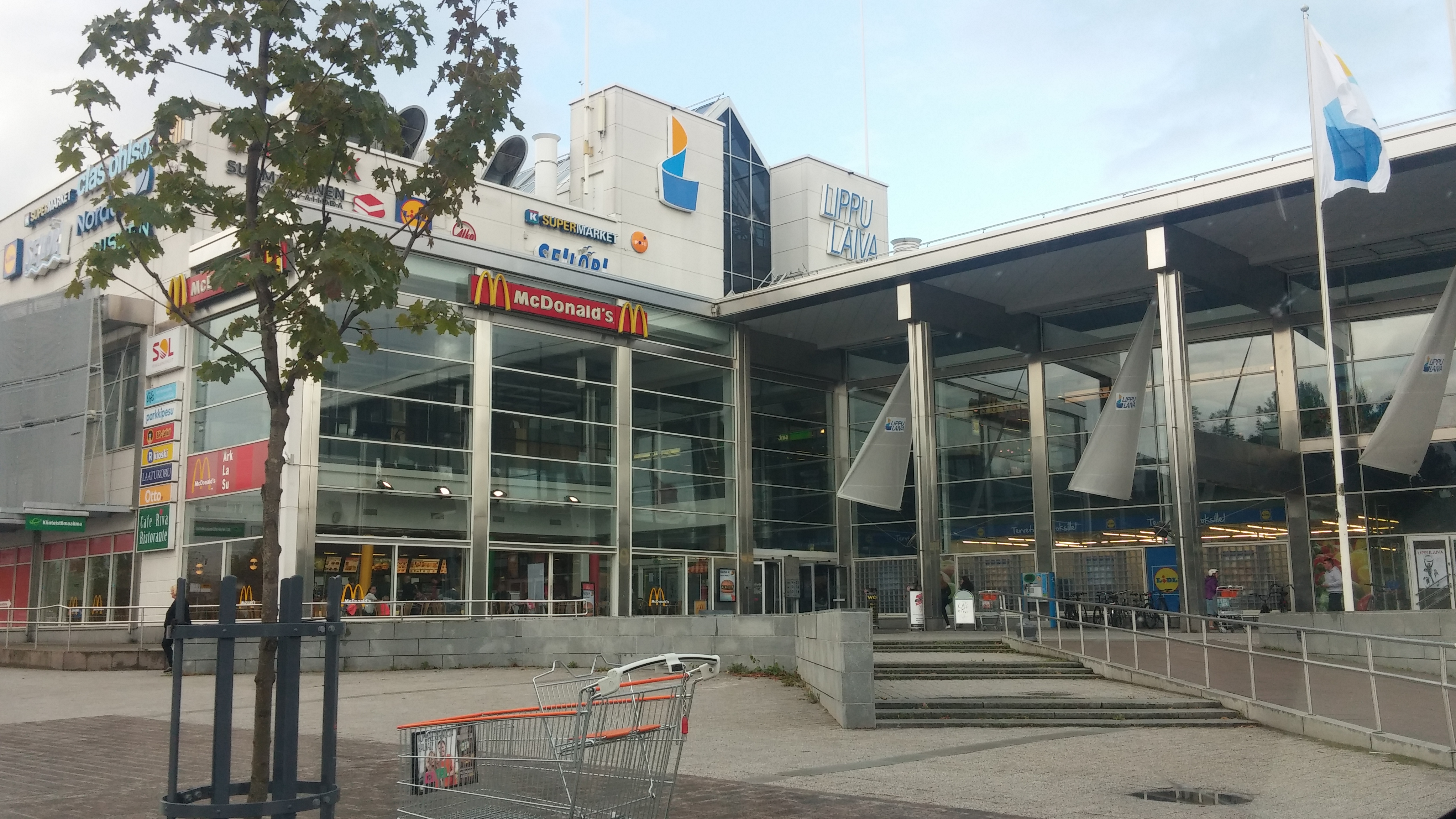
Centre commercial Lippulaiva.
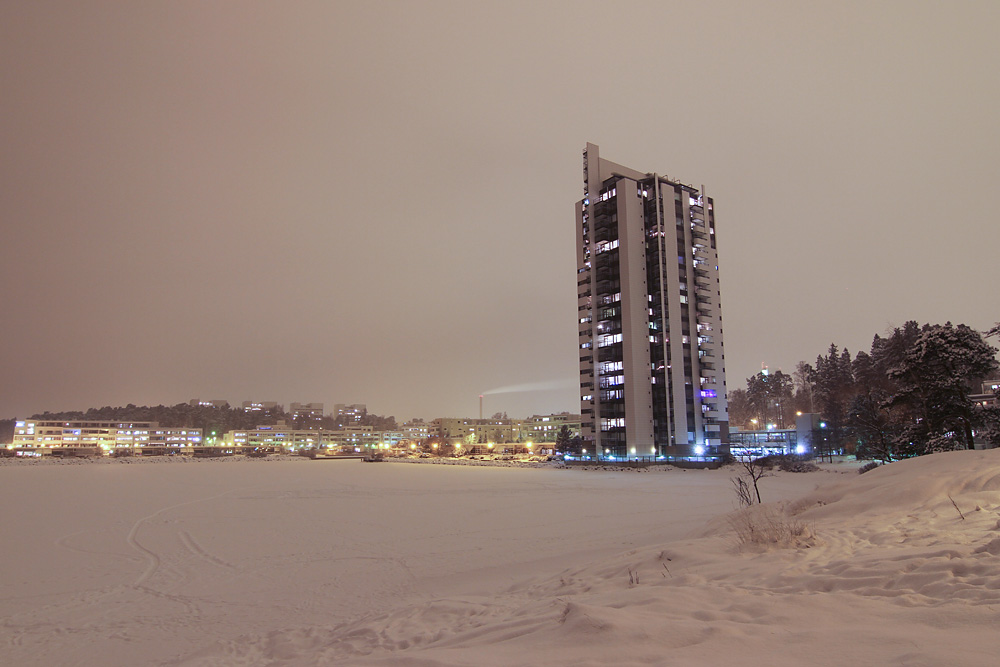
L'hiver à Kivenlahti.
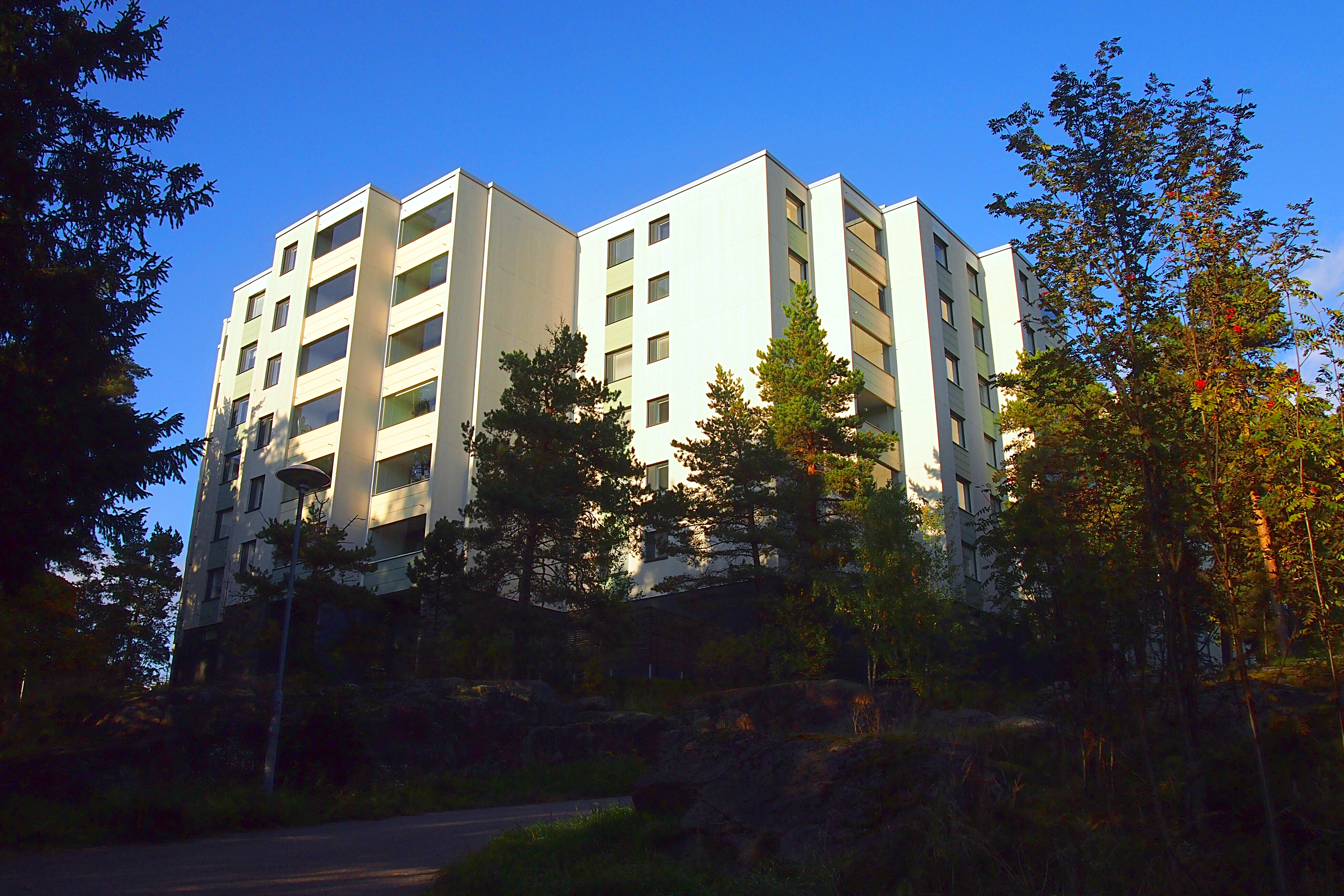
Immeubles de  Soukka.
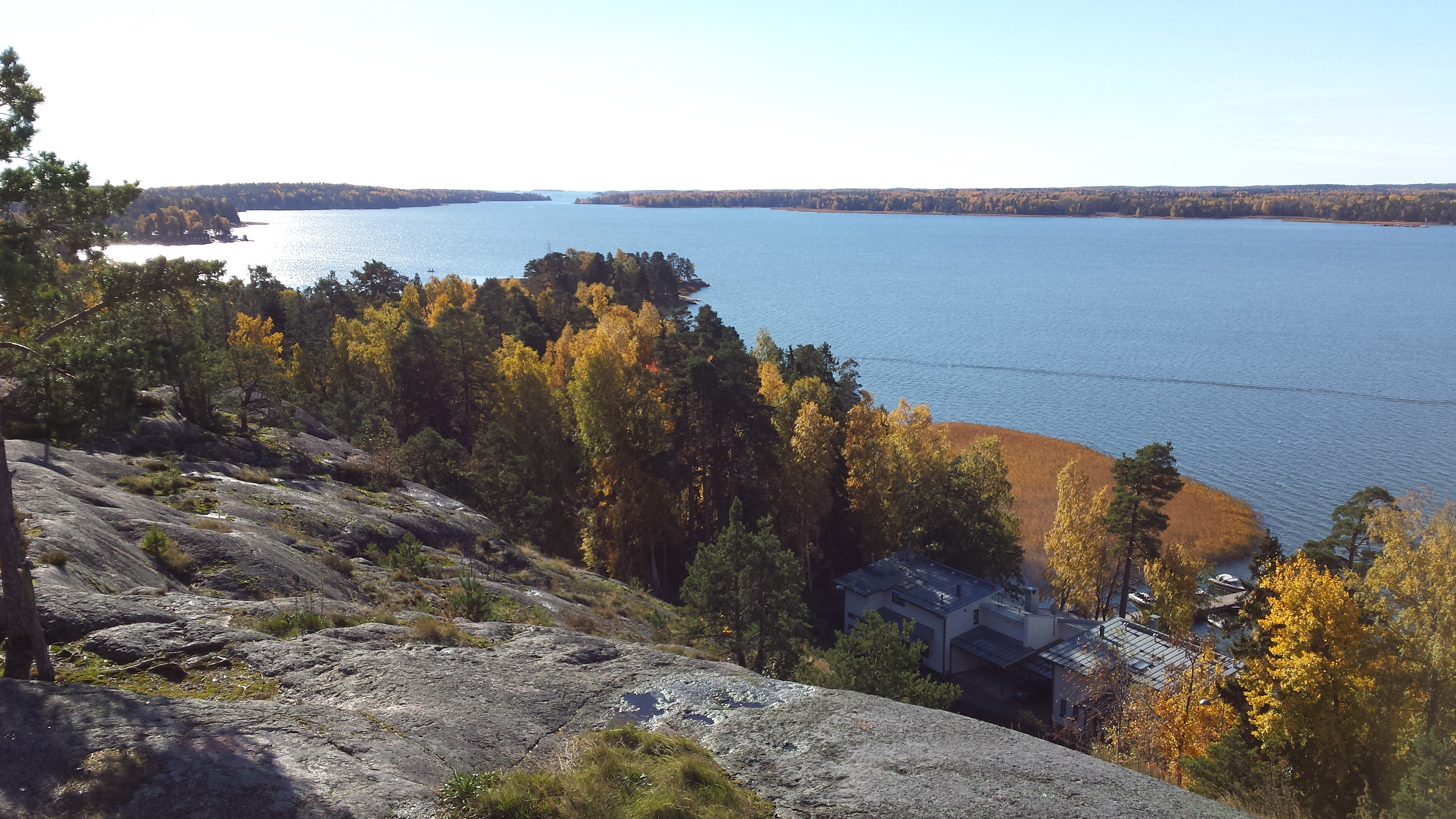
La mer baltique vue de Kasavuori.
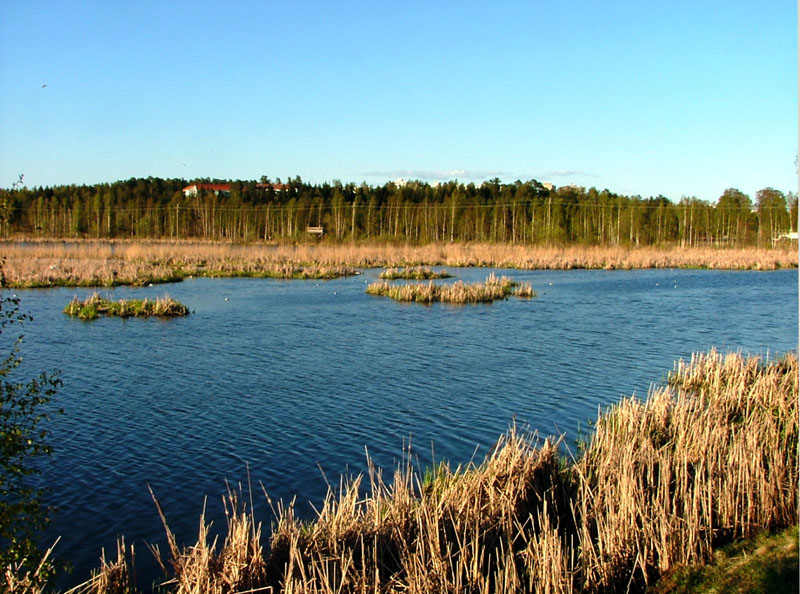
Finnoonlahti.
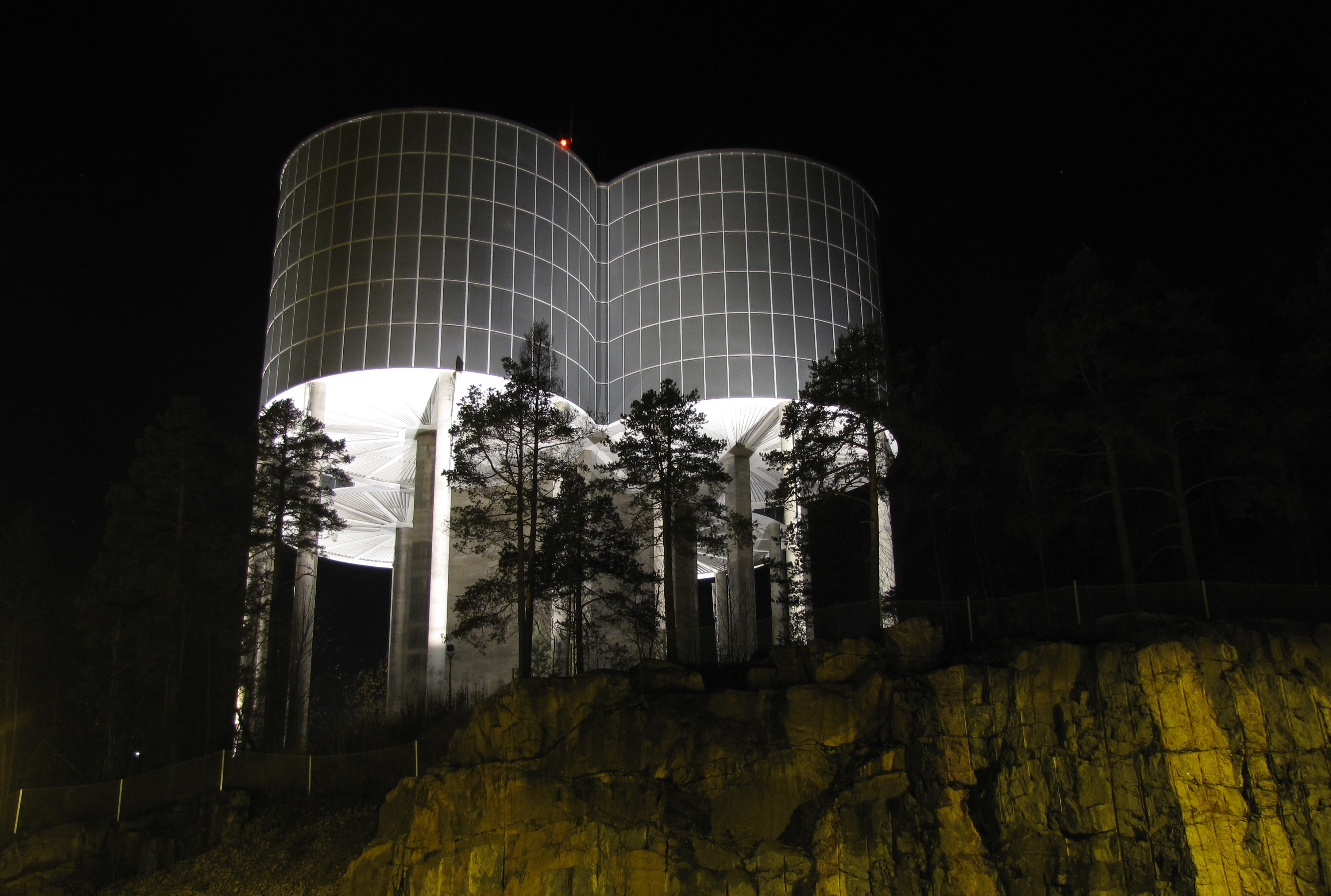
Château d’eau d'Espoonlahti